# Xbox Game Studios
Xbox Game Studios (раніше відома як Microsoft Studios, Microsoft Game Studios, та Microsoft Games) — це підрозділ з виробництва відеоігор компанії Microsoft, що відповідає за розробку та випуск ігор для платформ Xbox, Xbox 360, Xbox One, Windows, Steam, Windows Store, а також для ігор під Windows Phone. Підрозділ був утворений в 2002 році під назвою Microsoft Game Studios, але у 2011 зазнав ребрендингу через збіг назв з вже утвореним Xbox. Дочірнє підприємство було також відоме як Microsoft Game Divinion, або просто Microsoft Games до 2002 року. Microsoft Studios розробляє та публікує як ігри власного виробництва, так і сторонні — інших студій розробки під своїм видавництвом.

## Історія

### Ранній етап

#### 2000 рік
- Компанія придбає техаську студію Digital Anvil і додає її у свою внутрішню систему Microsoft Game Studios.[1][2]

#### 2001 рік
- В листопаді 2001 року Microsoft випустила X-Box, першу домашню розважальну консоль, а також шутер від першої особи Halo.[3]

### Етап Microsoft Game Studios

Офіційний логотип з 2002 по 2011 роки.

#### 2002 рік
- Офіційне відкриття онлайнової служби Xbox Live.[3]
- Запуск підрозділу Microsoft Game Studios.

#### 2004 рік
- Компанію покидає Ед Фріс (Ed Fries). Під його керівництвом було запущено X-box, і побачили світ такі топові ігри, як Halo і The Age of Empires.[4]
- У лютому 2004 року Microsoft скасовує свою фентазійну MMORPG Mythica.
- 3 червня 2004 року Майкрософт скасовує MMORPG True Fantasy Live Online. Гра була розроблена для завоювання японського ринку.

#### 2005 рік
- 17 лютого 2005 року компанія оголошує про безкоштовну заміну шнурів живлення на 14,1 мільйонах консолей Xbox по всьому світу, для захисту споживачів та їх консолей від пожежної небезпеки.
- 24 лютого компанія Hironobu Sakaguchi, оригінальний творець ігор Final Fantasy, приєднується до студії для розробки нових RPG-ігор під наступні покоління консолей.
- 2 березня до студії приєднуються два відомих японських розробника Йошікі Окамото (Yoshiki Okamoto) з «Game Republic» та Тетсуя Мізугуші «Tetsuya Mizuguchi) з „Q Entertainment“.
- 9 березня поточного року компанія демонструє технологію Unreal Engine 3 від компанії Epic, що повинна з'явитися в їх майбутніх іграх.
- 22 листопада відбувається офіційний реліз консолей Xbox 360 для регіонів Північної Америки. 2 грудня для Європи. 10 для Японії та 23 березня для споживачів у Новій Зеландії.

#### 2006 рік
- 6 квітня 2006 року компанія придбала розробника Lionhead Studios Ltd.[5]
- 4 травня 2006 на 7-му щорічному MSN® Strategic Account Summit, Microsoft Studios заявила про придбання нью-йоркського рекламного агентства Massive Inc.[6]

#### 2007 рік
- Microsoft Studios оголосила про відкриття європейського офісу в м. Редінг (Англія), на чолі з генеральним менеджером Філом Спенсером (Phil Spencer).[7]
- 12 вересня 2007 року Microsoft Studios розформувала FASA Studio, найбільш відому своїми роботами в серії ігор MechWarrior.[8]
- Розробник серії ігор Halo, студія Bungie, оголосила, що буде розділена з Microsoft Studios для того, щоб стати приватною незалежною компанією.
- 17 липня 2007 року Пітер Мур (Peter Moore) залишає Microsoft Studios і приєднується до Electronic Arts в якості керівника спортивним підрозділом компанії, а Дон Метрік (Don Mattrick) приєднується до Microsoft Studios як старший віце-президент.

#### 2008 рік
- У 2008 році компанія Microsoft Studios розформувала розробника казуальних ігор Carbonated Games і оголосила про створення Xbox Live Productions для розробки „високоякісного цифрового вмісту“ для Arcade Xbox Live.[9]
- Microsoft Studios починає набір в команду до студії 343 Industries, яка повинна продовжити розвиток франшизи Halo після того, як її колишній розробник Bungie вийшов з підрозділу. (Інформація, що 343 Industries займе місце колишнього розробника вперше з'явилась у середині 2009 року, одночасно з анонсом анімаційного проекту Halo Legends.

#### 2009 рік
- 29 січня 2009 року Microsoft Studios розпустила студії Ensemble Studios[10] та Aces Studio[11] через наслідки фінансової кризи наприкінці 2000-х років та реструктуризацію своїх студій розробки ігор.
- Філ Спенсер був призначений корпоративним віце-президентом Microsoft Studios і замінив на посту Шейна Кіма, який пішов у відставку.[12]
- 7 травня 2009 року Microsoft Studios придбала канадського розробника BigPark, в складі якого були фахівці, що докладали зусиль до появи таких франшиз як Need for Speed, FIFA Soccer та інші.[13]
- Відкриття Good Science Studio, що займалася розробкою ігор Xbox 360 під Kinect.[14]

#### 2010 рік
- Microsoft Studios створює MGS Mobile Gaming, яка буде орієнтована на розробку ігрових та розважальних мультимедійних програм для Windows Phone.[15]
- Відбувається розширення студії Rare, яка розташована в центральному районі англійського міста Бірмінгем, що дало 90 додаткових робочих місць.[16]
- Microsoft Studios починає формувати внутрішні студії Microsoft Game Studios — Vancouver[17] та Microsoft Flight Development Team для адаптації серії авіасимуляторів Microsoft Flight під ПК.
- У жовтні 2010 року Дон Метрік (Don Mattrick) був призначений президентом Інтерактивного розважального підрозділу.

### Ребрендинг. Етап Microsoft Studios

#### 2011 рік
- У 2011 році Microsoft Studios відкрила нові підрозділи в торговельно-розважальному районі Сохо, міста Лондон, американському Редмонді та у канадській Вікторії.[18][19]
- 12 листопада 2011 року розробник інді-ігор Twisted Pixel заявив про своє приєднання до сім'ї Microsoft Studios.[20][21]
- В червні 2011 року на E3 прозвучала заява про ребрендинг назви до Microsoft Studios.[5][22]

#### 2012 рік
- У 2012 році Microsoft Studios заявила, що Філ Харрісон (колишній голова Worldwide Studios компанії Sony) очолить Microsoft Studios European та»…Interactive Entertainment Business (IEB) як віце-президент з корпоративних питань акцентованих на зростанні європейського бізнесу підрозділів".[23]
- Відбувається розширення штату Microsoft Studios для нових студій в Редмонді,[24] включно з Playful Learning[25] та Connected Experiences.[26]
- У червні 2012 Microsoft Studios придбала студію розробки відеоігор Press Play, відомої за іграми Tentacles та Max & Magic Marker.[27]
- Microsoft Studios оголошує про розширення штату співробітників Microsoft Studios Victoria до 80-100 осіб[28], та відкриває назву нової студії з розробки розважального спортивного контенту — Skybox Sports.[29]
- У липні 2012 з'являється друга студія з розробки ігор під Xbox у Лондоні і взагалі четверта студія Microsoft Studios у Англії.[30]
- 25 липня 2012 року Microsoft Studios припиняє розробку free-to-play Kinect гри відомої лише як проект «Columbia», а також увесь подальшій розвиток Microsoft Flight. Штат співробітників студії у Microsoft Studios Vancouver, в кількості 35 осіб, було звільнено.[31][32]
- 29 листопада канадська студія Microsoft Studios Vancouver отримує нову назву Black Tusk Studios і отримує завдання по створенню нової великої франшизи, яка б могла конкурувати з Halo.[33]
- У грудні 2012 Microsoft шукає робітників у нову студію в Лос-Анджелесі для розробки інтерактивної розважальної телепрограми на платформах Microsoft.[34]

#### 2013 рік
- 6 грудня 2013 року Microsoft Studios закриває Microsoft Studios Victoria і звільняє всіх співробітників.[35]
- У 2013 році Microsoft Studios оголошує про відкриття нової студії Lift London, яка буде займатися створенням продукції для планшетів і мобільних телефонів, телебачення на основі хмарних обчислювань.[36][37]
- 21 травня 2013 року відбувається офіційний анонс ігрової консолі Xbox One.[38]
- Після анонсу Microsoft Studios займається налагодженням торгових відносин зі сторонніми розробниками, що випускають її продукцію в регіонах EMEA[39].
- Microsoft Studios створює команду «Deep Tech» всередині підрозділу Developer and Platform Evangelism (DPE), що повинна налагоджувати зв'язки зі сторонніми розробниками. «Ідея полягає в тому, щоб об'єднати наших розробників зі сторонніми розробниками», — пояснив Джон Шевчук. «Ми хочемо, щоб топ-розробники прийняли нашу платформу».[40]
- Керівник Microsoft Studios Філ Спенсер (Phil Spencer) заявив, що впродовж перших 12 місяців після виходу Xbox One з'явиться 12 ексклюзивних ігор для цієї платформи. Вісім з них будуть абсолютно новими франшизами.[41]
- Microsoft Studios оголошує про безпрецедентні інвестиції в ігровий контент для Xbox One в розмірі одного мільярда доларів.[42]
- В липні 2013 року, через реорганізацію Microsoft Studios, головою новоствореної Devices and Studios Engineering Group стала Джулі Ларсон-Грін (Julie Larson-Green), відповідаючи зокрема за просування Xbox One.[43]
- 1 липня 2013 року Microsoft Studios залишає Дон Метрік, щоб приєднатися до студії Zynga в якості головного виконавчого директора.[44]

#### 2014 рік
- 11 січня 2014 року Microsoft Studios оголосила про підписання багаторічного контракту з студією Undead Labs, розробниками гри State of Decay.[45]
- 27 січня 2014 року Microsoft Studios придбала права на франшизу Gears of War і заявила, що серія буде продовжуватись під редакцією Black Tusk Studios.[46]
- 13 лютого 2014 року Джейсон Холтман (Jason Holtman) покинув Microsoft Studios після 6 місяців співпраці.[47]
- В березні 2014 року Філ Спенсер був призначений новим керівником Xbox і головою Microsoft Studios.[48]
- 5 квітня Філ Спенсер заявив, що «пара» внутрішніх студій розробки, які ще не були відкритими, сьогодні працюють над ексклюзивними іграми для платформи Xbox One.[49]
- 31 травня з'явилось повідомлення, що корпорація Майкрософт придбала права на «Rise of» IP (Rise of Nations and Legend).[50]
- 17 липня 2014 року Microsoft Studios закриває Xbox Entertainment Studios. Внаслідок процесу загальної корпоративної реструктуризації можливе скорочення 18 000 працівників протягом наступних 12 місяців.[51]
- 15 вересня компанія Microsoft оприлюднила угоду про придбання розробника гри Minecraft, студії Mojang за 2,5 млрд. доларів, як свою 21-у студію разом з інтелектуальною власністю Minecraft. Угода була закрита 6 листопада.[52]

#### 2015 рік
- 4 березня 2015 року корпорація Майкрософт оголосила про об'єднання двох студії у Великій Британії: Lift London та Soho Productions. Об'єднаний колектив буде продовжувати розробляти продукцію під іменем Lift London.[53]
- У березні 2015 року на GDC, Microsoft Studios оголосила, що ігри Microsoft HoloLens з'являться на платформі Xbox One.[54]
- 9 березня 2015 року було заявлено, що розробник Kinect і HoloLens — Кудо Цунода (Kudo Tsunoda), стане новим керівником для таких студій як Press Play, Lift London та нової внутрішньої студії Decisive Games. Decisive Games вперше була згадана, як студія першого дивізіону Microsoft Studios.[55]
- 3 червня 2015 року Black Tusk Studios була офіційно перейменована в The Coalition і зосередила свої зусилля над проектом Gears of War.[56]
- 30 вересня 2015 року Microsoft Studios відмовилася від прав власності над розробником Twisted Pixel Games. В заяві було сказано, що Microsoft Studios і Twisted Pixel Games залишаються друзями, але остання повертається до своїх інді-коренів.[57]
- 19 листопада 2015 року Microsoft Studios оголосила, що Кудо Цунода виходить з підрозділу Xbox і отримує нову посаду зосереджену на інших вагомих проектах, зокрема направлену на поліпшення засобів взаємодії людей, включаючи голос і жест.[58]

#### 2016 рік
- 7 березня 2016 року Microsoft Studios оголосила про неминуче закриття найближчим часом Press Play в Данії та Lionhead Studios у Великій Британії. Скасовуються подальші роботи над проектами Fable Legends та Project Knoxville.[59]
- 8 березня 2016 року сайт Microsoft Studios прибирає з переліку низьку студій: BigPark, Good Science Studio, Leap Experience Pioneers, Function Studios, Team Dakota та SOTA.[60]
- 29 квітня 2016 року, після 20-ти річного існування, відбулось офіційне закриття студії Lionhead Studios, відомої за такими іграми як Black & White і Fable.[61]

#### 2017 рік
- У вересні 2017 року Філ Спенсер отримав звання Виконавчого віце-президента з ігор.[62]
- 25 грудня 2017 року компанія Microsoft закриває розробку Kinect, але продовжує підтримку своєї продукції для власників Xbox.[63]

#### 2018 рік
- 23 січня 2018 року Філ Спенсер зробив оголошення, про доступ до нових ігор на Xbox Game Pass на час їх офіційного випуску.[64]
- У 2018 році, під час Е3, пролунав анонс про створення нової студії в м. Санта-Моніка (штат Каліфорнія) під назвою The Initiative. Студію очолить колишній голова Crystal Dynamics Даррел Галлахер (Darrell Gallagher).[65]
- У 2018 році Microsoft Studios придбала 4 нових студії, а саме: Playground Games — розробник Forza Horizon, Ninja Theory — розробник Hellblade, Undead Labs — розробник State of Decay та студію Compulsion Games — розробник We Happy Few.[66]

## Студії розробки програмного забезпечення
Microsoft Studios володіє 12-ма студіями, що розташовані по всьому світу.

### Головні студії Microsoft Studios
| Головні студії (внутрішні) |
| --- |
| США - 343 Industries — серія Halo - Microsoft Casual Games — Solitaire, Mahjong, Minesweeper, Wordament, Treasure Hunt - The Initiative - Turn 10 Studios — серія Forza - Undead Labs — серія State of Decay Європа - Lift London - Mojang — Minecraft, Cobalt, Caller's Bane, Crown and Council - Ninja Theory — Hellblade: Senua's Sacrifice - Playground Games — Forza Horizon - Rare — серія Banjo-Kazooie , Battletoads, Viva Piñata, Grabbed by the Ghoulies, Kameo: Elements of Power, Conker, Kinect Sports, Perfect Dark, Sea of Thieves. Канада - The Coalition — серія Gears of War - Compulsion Games — We Happy Few |

### Зовнішні студії Microsoft Studios
| Зовнішні студії |
| --- |
| США - Certain Affinity — Crimson Alliance, Halo 2 (Розробка ігрових мап), Halo: Reach (Розробка ігрових мап), Halo: Combat Evolved Anniversary (Розробка ігрових мап), Halo Waypoint - Harmonix — серія Dance Central - Iron Galaxy Studios — Wreckateer, Ms. Splosion Man (під iOS, Windows Phone 7), Killer Instinct - Saber Interactive — Halo: Combat Evolved Anniversary - Signal Studios — Toy Soldiers, Ascend: Hand of Kul - Armature Studio — ReCore - Playful — Super Lucky's Tale Європа - Creative Assembly — Halo Wars 2 - Frontier Developments — Kinectimals, Disneyland Adventures, Zoo Tycoon, ScreamRide - ReAgent Games — Crackdown 3 - Remedy Entertainment — Quantum Break, Alan Wake - Ruffian Games — Crackdown 2 - Sumo Digital — Crackdown 3 - Vanguard Games — Halo: Spartan Assault - Moon Studios — Ori and the Blind Forest - Asobo Studio — Rush: A Disney-Pixar Adventure - Oxeye Game Studio — Cobalt Канада - Skybox Labs — Age of Mythology: Extended Edition, Age of Empires II: Definitive Edition, Rise of Nations: Extended Edition - Relic Entertainment — Age of Empires IV Азія - Grounding Inc — Crimson Dragon - Access Games — D4: Dark Dreams Don't Die |

### Колишні та розформовані студії

#### Колишні внутрішні студії
- Bungie — серія Halo
- Twisted Pixel Games — The Gunstringer, LocoCycle, The Maw, The Adventures of Captain Smiley, 'Splosion Man series

#### Колишні зовнішні студії
- Beep Industries — Voodoo Vince
- BioWare — Mass Effect, Jade Empire
- Fuel Industries — Tinker
- Media.Vision — Sneakers
- FromSoftware — Ninja Blade
- Mistwalker — Blue Dragon, Lost Odyssey

#### Розформовані внутрішні студії
- Aces Studio — серія Microsoft Flight Simulator
- BigPark — Kinect Joy Ride, Joy Ride Turbo
- Digital Anvil — Brute Force, Freelancer
- Ensemble Studios — серія Age of Empires, серія Age of Mythology, Halo Wars
- FASA Studio — серія MechWarrior, Shadowrun, серія Crimson Skies
- Good Science Studio — Kinect Adventures, Kinect Fun Labs, Kinect Star Wars
- Hired Gun — Halo 2 під Windows Vista
- Lionhead Studios — серія Fable, серія Black & White
- Press Play — Max: The Curse of Brotherhood, Kalimba
- Xbox Sports Network — NHL Rivals 2004, NFL Fever 2004, Rallisport Challenge 2, NBA Inside Drive 2004, Top Spin, Amped 2, Links 2004

#### Розформовані зовнішні студії
- Artoon — серія Blinx, Blue Dragon
- Bizarre Creations — серія Project Gotham Racing
- Capcom Vancouver — Dead Rising 3
- Carbonated Games — серія Hexic
- feelplus — Lost Odyssey
- Game Republic — Every Party
- Hudson Soft — Fuzion Frenzy 2
- Realtime Worlds — Crackdown
- Southend Interactive — Lode Runner 2009, ilomilo

## Франшизи видавництва Microsoft Studios
| - A World of Keflings - Adera - Aegis Wing - Age of Empires - Age of Empires Online - Age of Mythology - Alan Wake - Ascend: Hand of Kul - Atic Atac - Azurik - Banjo-Kazooie - Bankshot Billiards - BattleTech - Battletoads - Black & White - Blast Corps - Blinx - Bloodforge - Blood Wake - Blue Dragon - Brute Force - Bullet Asylum - SCaller's Bane - CarneyVale: Showtime - CART Precision Racing - Cobalt - Cobra Triangle - Comic Jumper: The Adventures of Captain Smiley - Conker - Contrast - Crackdown - Crimson Alliance - Crimson Dragon - Crimson Skies - Crown and Council - D4: Dark Dreams Don't Die - Dance Central - Deadlight - Deadly Tide - Digger T. Rock - Endless Skater - Every Party - Fable - Fightback - Forza - Fragments - Freelancer - Fusion Genesis - Fuzion Frenzy | - Galactic Reign - Game Chest Series - Gears of War - Gerbil Physics - Glacier Blast - Grabbed by the Ghoulies - Gunpowder - Gunfright - Halo - Holobuilder - Haunt - Hellblade: Senua's Sacrifice - Hexic - High Heat Baseball - Hydro Thunder Hurricane - Ilomilo - Inkquest - Insanely Twisted Shadow Planet - Infinite Undiscovery - Iron Brigade - It's Mr. Pants - Jawbreaker - Jetpac - Jet Force Gemini - Kakuto Chojin - Kalimba - Kameo - Killer Instinct - Kinectimals - Kinect Adventures - Kinect Fun Labs - Kinect Joy Ride - Kinect Sports - Kodu Game Lab\|Kodu - Kung Fu Chaos - Lips - LocoCycle - Lost Odyssey - Lost Turtle | - Magatama - Mahjong - Marlow Briggs - Max - Maximum Chase - MechAssault - MechCommander - MechWarrior - Microsoft Allegiance - Microsoft Flight - Microsoft Flight Simulator - Microsoft Jigsaw - Microsoft Train Simulator - Microsoft Treasure Hunt - Microsoft Space Simulator - Midtown Madness - Minecraft - Minesweeper - Monster Max - Monster Truck Madness - Monsters Love Candy - Moonrise - Motocross Madness - NightCaster - Ninja Blade - NFL Fever - NBA Inside Drive - Ninety-Nine Nights - Nova Bacon - N.U.D.E.@ Natural Ultimate Digital Experiment - Ori and the Blind Forest - Perfect Dark - Phantom Dust - Powerstar Golf - Project Gotham Racing - Project Spark - Quantum Break - Quantum Redshift - Rallisport Challenge - R.C. Pro-Am - ReCore - Rise of Legends - Rise of Nations - Roboraid | - Sabreman - Scalebound - Scene It? Lights, Camera, Action - ScreamRide - Sea of Thieves - Secrets and Treasure - Small Arms - Snake Rattle n Roll - Snap Attack - Sneakers - Slalom - Shadowrun - Solitaire - Splosion Man - Starlancer - State of Decay - Sudeki - Tao Feng - The Gunstringer - The Harvest - The Movies - Throne Together - Tinker - Tork: Prehistoric Punk - Trenched - True Fantasy Live Online - Viva Piñata - Voodoo Vince - We Happy Few - Whacked! - Wizards & Warriors - Wordament - Wreckateer - Xbox Fitness - XNA - Zoo Tycoon |

## Оцінки
У 2010 році оглядова платформа Metacritic оцінила ігри Microsoft на 73,4 бали (з 100 можливих), що дає четверту сходинку серед інших розробників. Таким чином Microsoft випередила конкурента по розробкам консолей Sony, але поступившись Nintendo. В 2011 році їх середній вищий бал піднявся до 77,2, що є найкращим для будь-якого великого видавця, включаючи Nintendo та Sony. У 2012 році Microsoft опустилася на друге місце, маючи в середньому 73,0, поступившись Electronic Arts. У 2013 році вони посідають шосте місце, поступаючись Nintendo і Sony. В наступному, 2014 році, Microsoft продовжує тримати шосте місце, проте отримує 68,9 балів проти 72,1 в 2013. У 2015 році Microsoft не потрапляє в середній показник високої якості, де лідирує Sega з 77,1, оскільки випустили менше за 14 унікальних новинок. Проте в рейтингу «середньої якості» вони мають 4 місце з показником у 78,6 балів. В 2016 році Microsoft залишається в переліку «середніх видавців» маючи 3 місце і 77,6 балів, проти найкращої в цьому році студії Electronic Arts. 2017 рік видався не продуктивним для Microsoft. В рейтингу «середніх видавців» вони опустилися на 12 сходинку з 72,0 балами, оскільки не випустила жодних перспективних чи нових продуктів, окрім випусків для старих франшиз Forza та Minecraft.